# Montignies-Saint-Christophe
Pour les articles homonymes, voir Montignies.
Montignies-Saint-Christophe (en wallon  Montgneye-Sint-Cristofe) est une section de la commune belge d'Erquelinnes située en Région wallonne dans la province de Hainaut.
C'était une commune à part entière avant la fusion des communes de 1977.

## Toponymie
1341 Monteigni saint Cristofle
Endroit montueux, paroisse dédiée à saint Christophe.

## Géographie

### Morphologie urbaine
- Sainte-Anne.
- Miraumont.
- La Marlière.
- Hurtebise.

### Hydrographie
Le village est traversé par la rivière la Hantes qui prend sa source à Froidchapelle et qui se jette dans la Sambre à Labuissière.
Le ruisseau du Sartiau traverse le village, il prend sa source à Thirimont et se jette dans la Hantes.

## Évolution démographique
- Sources : INS, Rem. : 1831 jusqu'en 1970 = recensements, 1976 = nombre d'habitants au 31 décembre.

## Patrimoine et culture

### Lieux et monuments

#### Pont romain
On trouve à Montignies-Saint-Christophe un pont dit « romain ». Il est situé sur un diverticulum de la voie romaine reliant Bavay à Trèves. C'est un ancien barrage sur la Hantes aménagé ultérieurement en pont. Il remonte peut-être au Moyen Âge tardif. Il figure sur l'album de Croÿ réalisé en 1597. C'est un ouvrage d'art de treize arches construit en pierre de taille.

#### Église Saint-Christophe
Remontant au XVe siècle et profondément remaniée au XIXe siècle en style néo-gothique.

#### Chapelle
Édifice en style néo-gothique en pierre de taille probablement de la 2e moitié du XIXe siècle. Elle se situe en face de l'église.

#### Ferme du Château
Ensemble de bâtiments qui s'échelonne du XVIIe siècle aux XIXe – XXe siècle.

#### Château de Montignies-Saint-Christophe
Connu depuis 868 par le polyptyque de l'abbaye de Lobbes, Montigny fut la propriété des seigneurs de Montigny du XIe siècle à la fin du XIVe siècle, des Lalaing au XVe siècle, des Hamericourt et ensuite des Thiennes à partie du XVIe siècle et enfin échut à la famille de Zomberghe.

#### Ferme du Moulin
Corps de logis de la 2e moitié du XVIIIe siècle.

#### Ancienne ferme Sainte-Anne
Dite cense du Carmel, à l'origine dépendance probable du Couvent des Carmes de Sainte-Anne, fondé par Philippe, comte de Thiennes en 1658. Ensemble semi-clôturé des XVIIIe et XIXe siècles.

## Enseignement

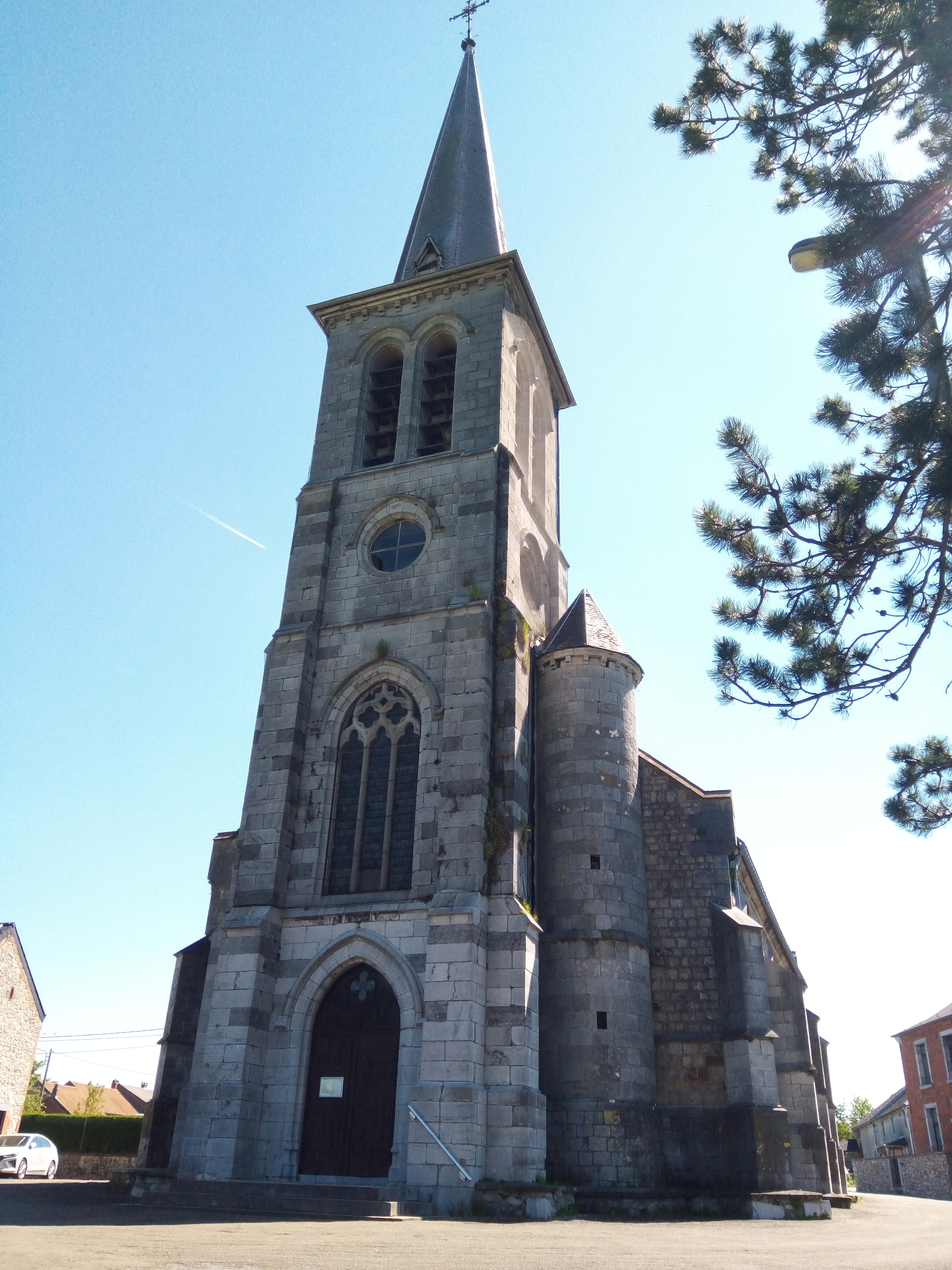
L'église.

Ecole de Montigny-Saint-Christophe.

## Galerie

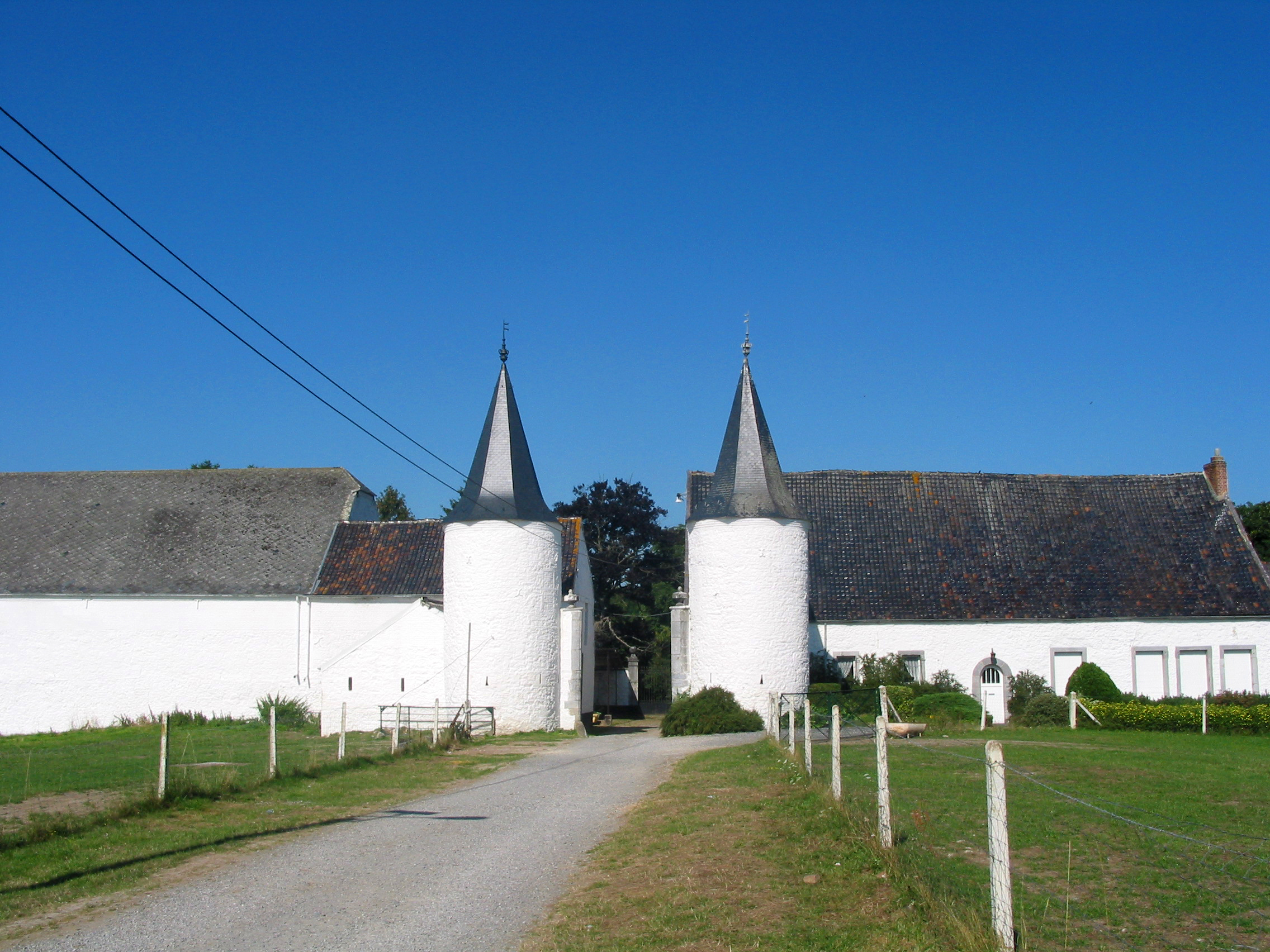
Ferme du château qui date du XVIIe siècle.
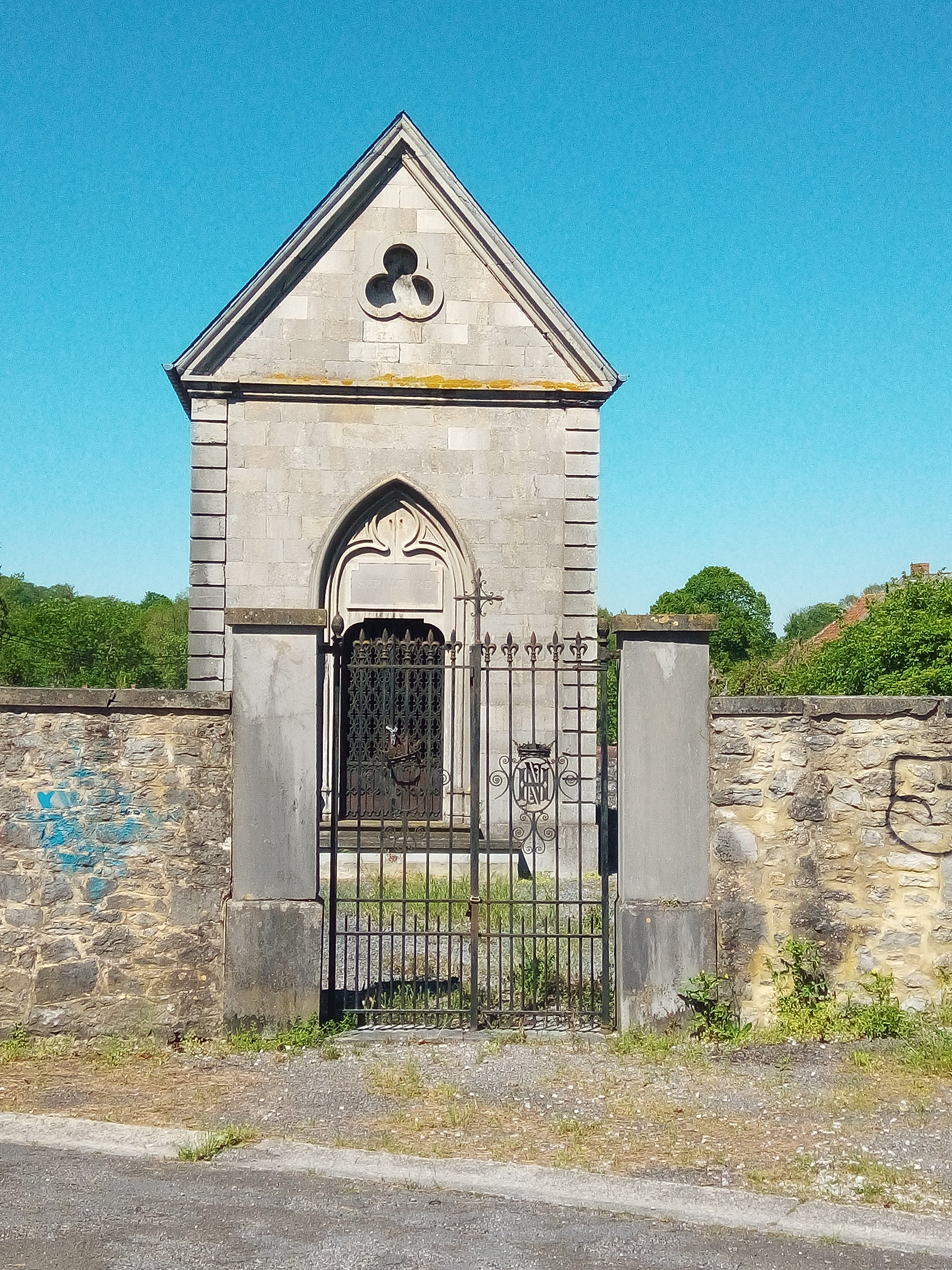
La chapelle en face de l'église.
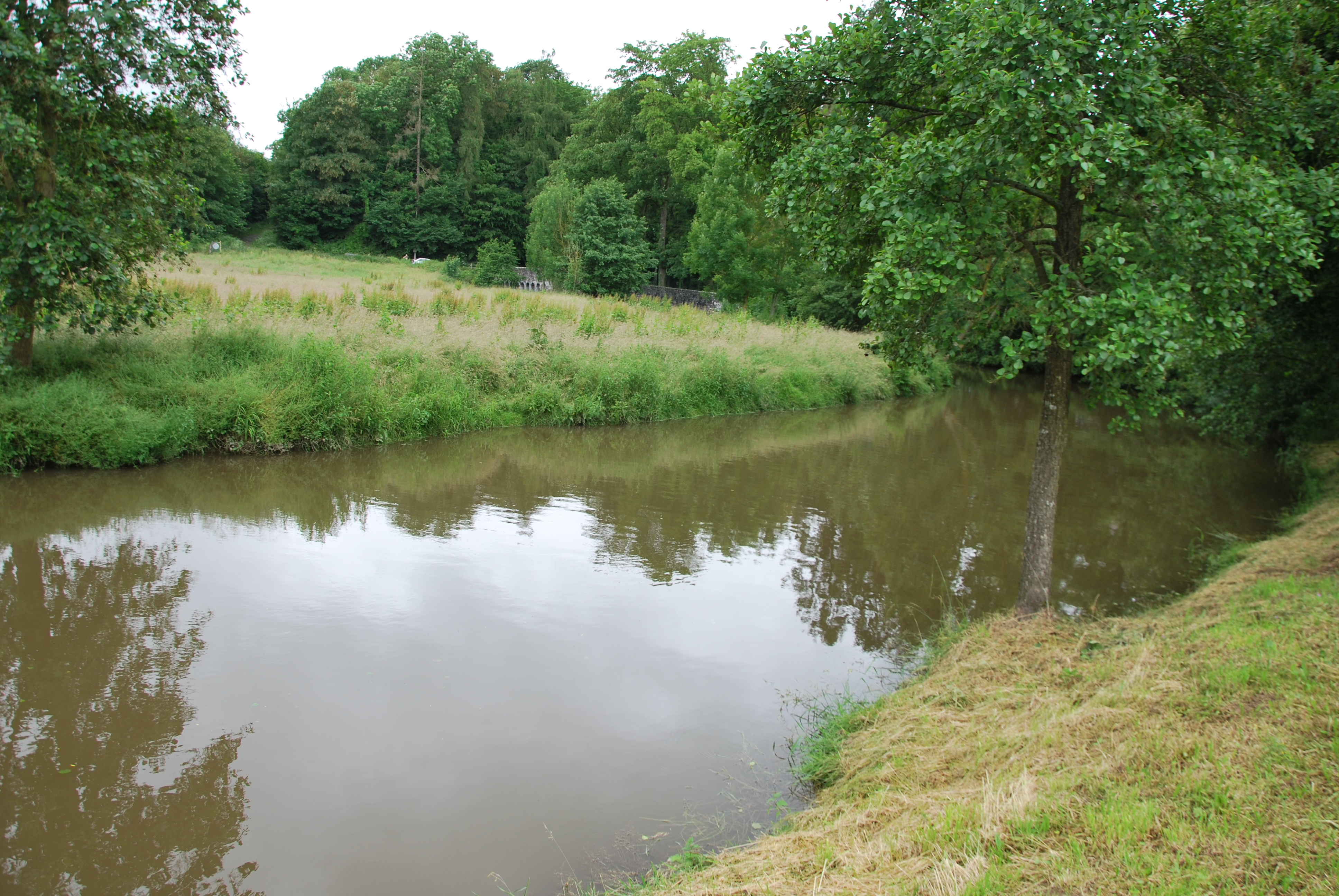
La Hantes.
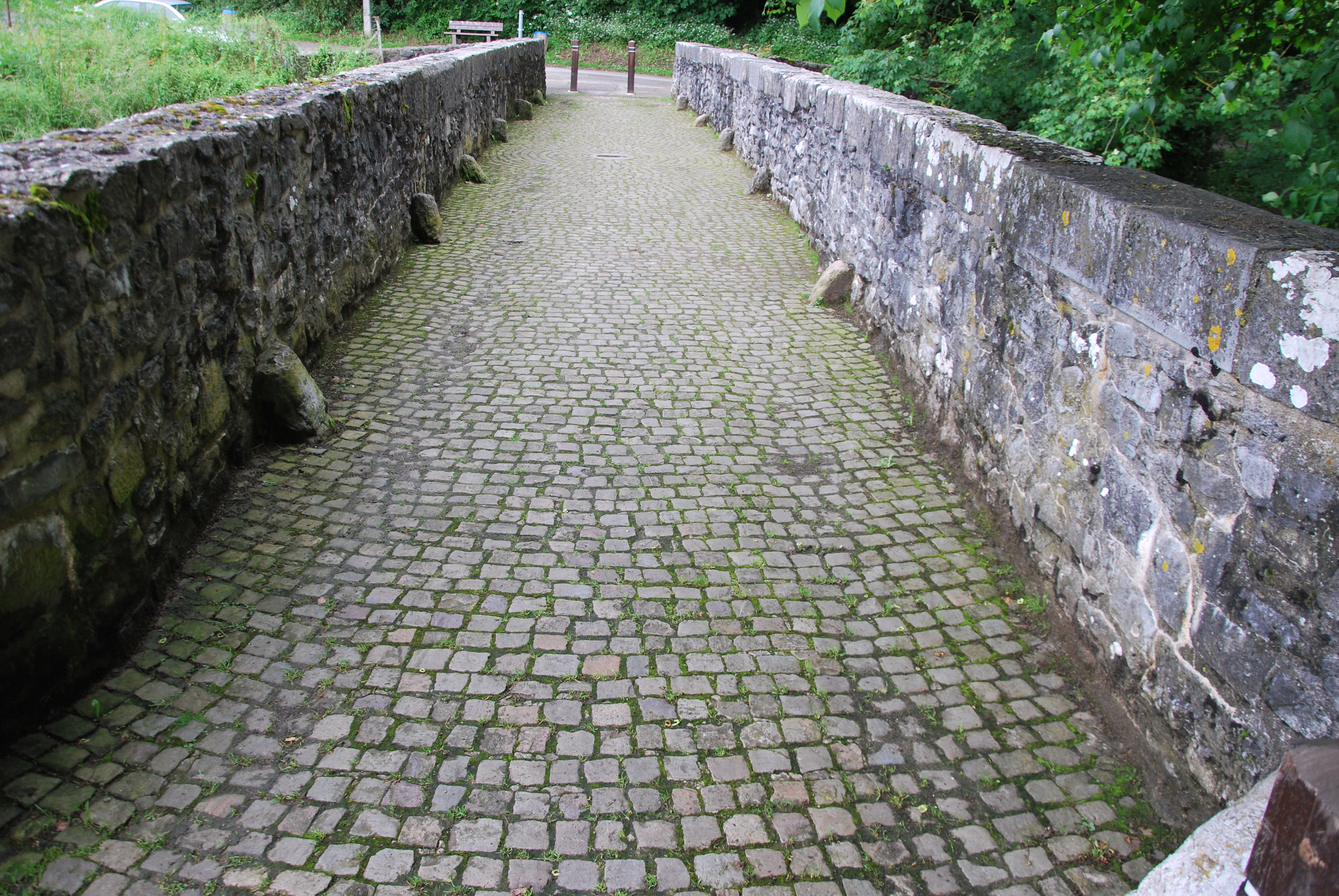
Sur le pont.
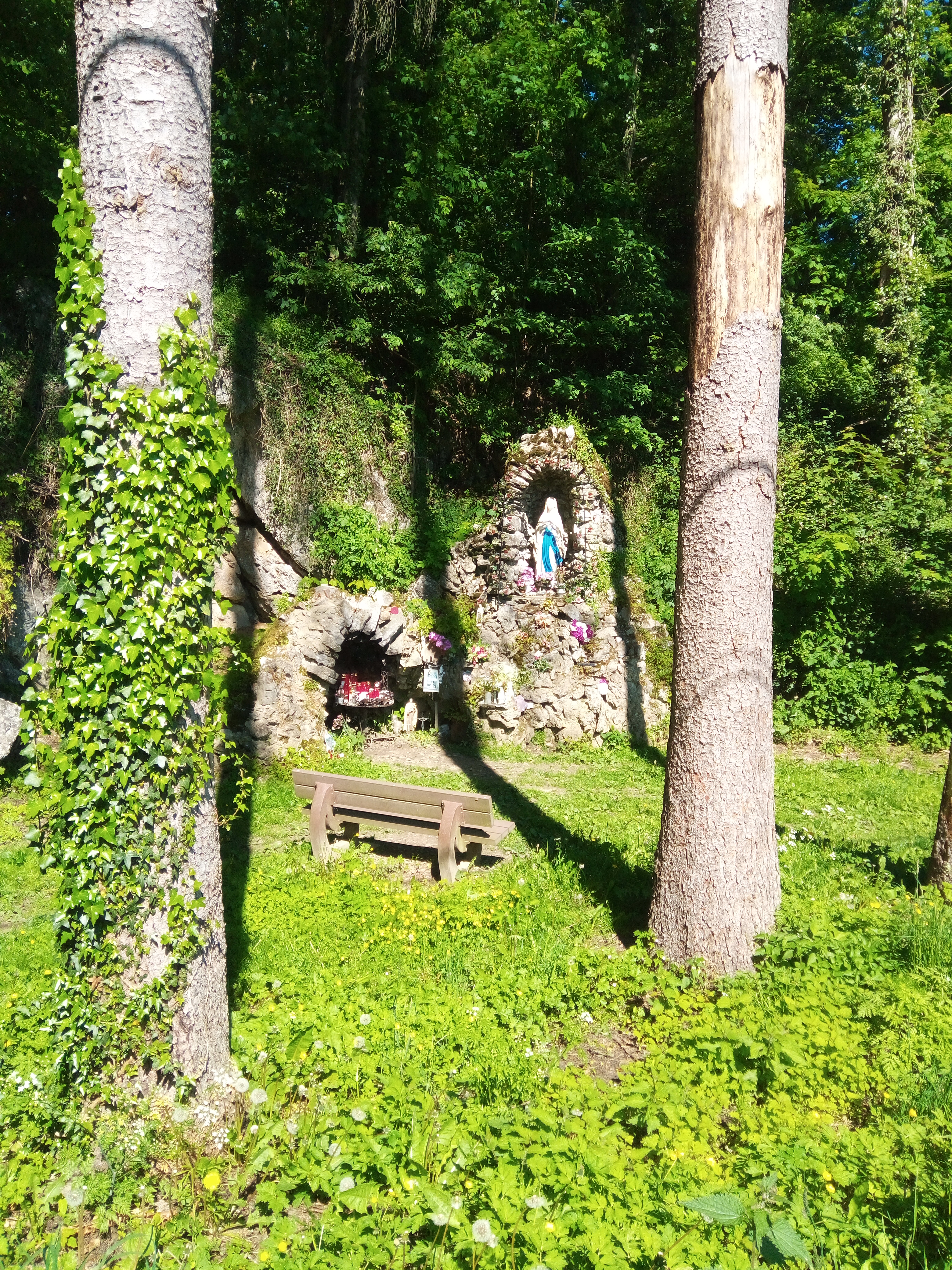
Grotte de Notre-Dame de Lourdes près du pont romain.